# أرتور ريفيرا
أرتور ريفيرا (بالإسبانية: Arturo Rivera)‏ هو رسام مكسيكي، ولد في 15 أبريل 1945 في مدينة مكسيكو في المكسيك.